# Chminianska Nová Ves
Chminianska Nová Ves este o comună slovacă, aflată în districtul Prešov din regiunea Prešov. Localitatea se află la altitudinea de 423 m deasupra n.m., se întinde pe o suprafață de 10,58 km2 și în 2017 număra 1.293 de locuitori.

## Istoric
Localitatea Chminianska Nová Ves este atestată documentar din 1248.

## Demografie
| An:                | 1994 | 2004    | 2014   | 2024   |
| ------------------ | ---- | ------- | ------ | ------ |
| Număr de persoane: | 1085 | 1224    | 1289   | 1291   |
| Diferență:         |      | +12,81% | +5,31% | +0,15% |

| An:                | 2023 | 2024   |
| ------------------ | ---- | ------ |
| Număr de persoane: | 1278 | 1291   |
| Diferență:         |      | +1,01% |